# Lotto Petrus
Lotto Petrus (3 de desembre de 1987) és un ciclista namibià, professional del 2008 al 2012. S'ha proclamat campió nacional diferents cops, tant en ruta com en contrarellotge.

## Palmarès
- 2009
  - Campió d'Àfrica sub-23 en ruta
- 2011
  - Campió de Namíbia en ruta
  - Campió de Namíbia en contrarellotge
- 2012
  - Campió de Namíbia en ruta
  - Campió de Namíbia en contrarellotge